# Waldo (Florida)
Waldo ist eine Stadt im Alachua County im US-Bundesstaat Florida. Das U.S. Census Bureau hat bei der Volkszählung 2020 eine Einwohnerzahl von 846 ermittelt. 

## Geographie
Waldo liegt rund 15 km nordöstlich von Gainesville sowie etwa 80 km südwestlich von Jacksonville.

## Geschichte
Waldo wurde 1820 gegründet. Erstmaligen Eisenbahnanschluss erhielt der Ort 1859 durch die Florida Railroad zwischen Fernandina und Gainesville. 1881 wurde von der Tochtergesellschaft Peninsular Railroad ein Abzweig von Waldo nach Ocala eröffnet.
Der Bahnhof Waldo war von 1994 bis 1995 sowie von 1996 bis 2004 eine Station des Palmetto der Bahngesellschaft Amtrak von New York City nach Tampa. Heute wird der Abschnitt zwischen Jacksonville und Lakeland durch die Fernbusse von Amtrak Thruway Motorcoach bedient.

## Demographische Daten
Laut der Volkszählung 2010 verteilten sich die damaligen 1015 Einwohner auf 489 Haushalte. Die Bevölkerungsdichte lag bei 182,6 Einw./km². 70,2 % der Bevölkerung bezeichneten sich als Weiße, 25,9 % als Afroamerikaner, 0,2 % als Indianer und 0,3 % als Asian Americans. 1,6 % gaben die Angehörigkeit zu einer anderen Ethnie und 1,8 % zu mehreren Ethnien an. 3,2 % der Bevölkerung bestand aus Hispanics oder Latinos.
Im Jahr 2010 lebten in 31,0 % aller Haushalte Kinder unter 18 Jahren sowie 29,1 % aller Haushalte Personen mit mindestens 65 Jahren. 59,3 % der Haushalte waren Familienhaushalte (bestehend aus verheirateten Paaren mit oder ohne Nachkommen bzw. einem Elternteil mit Nachkomme). Die durchschnittliche Größe eines Haushalts lag bei 2,45 Personen und die durchschnittliche Familiengröße bei 3,10 Personen.
26,8 % der Bevölkerung waren jünger als 20 Jahre, 25,0 % waren 20 bis 39 Jahre alt, 26,9 % waren 40 bis 59 Jahre alt und 21,3 % waren mindestens 60 Jahre alt. Das mittlere Alter betrug 38 Jahre. 48,7 % der Bevölkerung waren männlich und 51,3 % weiblich.
Das durchschnittliche Jahreseinkommen lag bei 29.310 $, dabei lebten 39,8 % der Bevölkerung unter der Armutsgrenze.
Im Jahr 2000 war Englisch die Muttersprache von 99,47 % der Bevölkerung und spanisch sprachen 0,53 %.

## Sehenswürdigkeiten
Am 2. Februar 2001 wurde das Waldo Historic District in das National Register of Historic Places eingetragen.

## Verkehr
In Waldo trifft die Florida State Road 24 auf den U.S. Highway 301. Der nächste Flughafen ist der Gainesville Regional Airport (rund 10 km südwestlich).
Der Bahnhof Waldo ist stillgelegt.